# Геленджишки залив
Геленджишки залив (на руски: Геленджикская бухта) е незамръзващ залив на североизточния бряг на Черно море.

## География
Отворена е на юг и се врязва на 4 км в брега, между нос Тонки и Толстий. Ширината на залива е 3 км (1.5 км) при входа, а максималната дълбочина 11 м. Температурата на водата винаги е по-висока от тази в открито море.
Цялото крайбрежие на залива (12 км) влиза в границите на град Геленджик. Естествени и изкуствени плажове заемат близо 2/3 от крайбрежието. Градският плаж на Геленджик е създаден през 1971 с пясък, добит от дъното на залива. Акваторията на Геленджишкия залив е известна курортна зона в Русия.